# Cynthia Gellibert
Cynthia Natalie Gellibert Mora (Santa Elena, 1971/1972) es una economista y funcionaria ecuatoriana, secretaria general de la Administración Pública y Gabinete de la Presidencia desde agosto de 2024, en el gobierno de Daniel Noboa. 
Fue vicepresidenta encargada del Ecuador entre enero y mayo de 2025 debido a la "ausencia temporal" y la "suspensión temporal" de la vicepresidenta Verónica Abad.

## Biografía
Nació en la parroquia rural de Ancón, del cantón ecuatoriano de Santa Elena.
Tras realizar estudios de Economía en la Universidad Laica Vicente Rocafuerte, obtuvo el título de Economista. Realizó una maestría en Administración pública en la Universidad Estatal Península de Santa Elena.

### Trayectoria pública
En 2010, trabajó como analista de administración en el Ministerio de Telecomunicaciones. En 2011 fue asesora en el Ministerio del Deporte, y ese mismo año regresó a Telecomunicaciones como jefa de activos fijos y analista financiera hasta 2012. Entre 2012 y 2014, se desempeñó nuevamente como asesora en el Ministerio del Deporte.
En 2015, asumió varios roles: administradora general en la Federación Deportiva Provincial de Santo Domingo de los Tsáchilas, coordinadora de despacho en el Consejo de Gobierno del Régimen Especial de Galápagos y asesora en el Ministerio del Deporte.
En 2017, trabajó como asesora y subsecretaria de Desarrollo del Deporte. Entre 2017 y 2018, fue servidora pública en el Ministerio del Trabajo, en la empresa Cear EP., fue experta en ventas y marketing, y también, fue asesora en la Gobernación del Guayas.
En 2018, fue analista de títulos habilitantes y luego directora de Planificación en la Comisión de Tránsito del Ecuador. Posteriormente, en 2021, continuó como directora de Planificación y asistente de planificación en la misma institución. También fue coordinadora provincial de Afiliación y Control Técnico del Guayas en el IESS hasta 2020.
Entre 2020 y 2022, ocupó el cargo de coordinadora zonal 5 en el Ministerio de Gobierno, y en 2021, fue jefa de Recaudación y Pagos en el Hospital de Especialidades Teodoro Maldonado Carbo.

## Gobierno de Daniel Noboa
Considerada como una persona cercana a Daniel Noboa, con quien ha trabajado desde los inicios de su carrera política. Fue su asesora durante su período como asambleísta, entre 2021 y 2023. Acompañó a Noboa en su campaña presidencial como candidato de Acción Democrática Nacional, coordinando y manejando su agenda. Con el inicio de gobierno, fue designada subsecretaria general de Despacho Presidencial en 2023.
El 31 de enero de 2024, fue nombrada delegada del presidente de la República para presidir el directorio de la empresa pública Emco EP, cuya liquidación comenzó en noviembre de 2023 y terminó en agosto de 2024.
El 16 de agosto del mismo año, fue nombrada por el presidente Daniel Noboa, como secretaria general de la Administración Pública y Gabinete de la Presidencia.
El 27 de noviembre siguiente, fue nombrada delegada permanente del presidente de la República, ante el directorio de la empresa pública de Vivienda y Desarrollo Urbano EP.

### Vicepresidenta encargada
El 4 de enero de 2025, el presidente Daniel Noboa designó a Gellibert como vicepresidenta encargada tras el quebranto de salud de Sariha Moya, quien también ejercía el cargo de manera temporal. Noboa justificó su nombramiento debido a la "ausencia temporal" de la vicepresidenta Verónica Abad. El encargo de Gellibert se extendería hasta el 22 de enero de 2025 o hasta que Abad se presentara en Turquía.
El 7 de enero de 2025, Noboa le delegó a Gellibert la Presidencia de la República del 9 al 12 de enero, con el propósito de enfocarse en su campaña como candidato en las elecciones presidenciales, argumentando que la decisión respondía a una «circunstancia de fuerza mayor».
Al día siguiente, el candidato presidencial de Unidad Popular, Jorge Escala, presentó una denuncia en la Fiscalía contra Noboa y Gellibert. Alegó que el encargo de la primera magistratura del país constituía una arrogación de funciones y solicitó a la Policía Nacional su detención en flagrancia.
El 16 de enero, Noboa volvió a encargar la Presidencia a Gellibert hasta el 19 de enero, alegando una «ausencia temporal» para poder participar en el debate presidencial obligatorio del 19 de enero. Le delegó nuevamente la Presidencia en tres períodos adicionales: del 24 al 27 de enero, del 31 de enero al 3 de febrero.
El 23 de enero, Noboa ratificó a Gellibert como vicepresidenta encargada hasta que Abad se presentara en Turquía.
El 17 de marzo de 2025, el presidente Noboa derogó los decretos 494/2025 y 512/2025, con los cuales había designado y ratificado a Gellibert en la vicepresidencia. Esta decisión se tomó luego de que Verónica Abad asumiera oficialmente sus funciones en Turquía. Al día siguiente, Gellibert fue nombrada delegada del presidente ante el Comité de Comercio Exterior (Comex).
Finalmente, el 29 de marzo del mismo año, tras la suspensión de los derechos políticos de Verónica Abad, el presidente Noboa designó nuevamente a Gellibert como vicepresidenta encargada «durante el período que dure la ausencia temporal» de Abad.